# Crystal Lakes
Crystal Lakes – jednostka osadnicza w Stanach Zjednoczonych, w stanie Ohio, w hrabstwie Clark.